# The Only Ones
The Only Ones är ett brittiskt rockband som bildades 1976 av Peter Perrett (sång, gitarr, keyboard), John Perry (sologitarr, keyboard), Alan Mair (bas) och Mike Kellie (trummor) och var aktivt till 1981. Bandet återförenades 2007 och spelade senast 2014. De var samtida med den brittiska punken, men spelade en virtuos blandning av punk, powerpop och tyngre rock med influenser från 1960-talet. Bandet har varit väldigt inflytelserikt inom indierock och alternativ rock, och band som The Replacements, The Libertines och Blink 182 har spelat in deras låt Another Girl, Another Planet.

## Tidiga Only Ones
Peter Perrett växte upp i södra London och började i tonåren spela gitarr och skriva låtar, influerad av Bob Dylan, tidiga Pink Floyd och Velvet Underground. 1972 startade han bandet England's Glory med bland andra Harry Kakouilli (senare Squeeze), som spelade in ett album men aldrig fick skrivkontrakt. 1975 började The Only Ones ta form när Perrett hyrde John Perry som studiomusiker på bas. De två spelade in flera låtar med bl.a. Glenn Tilbrook från Squeeze. Perry ville dock spela gitarr, och efter mycket sökande hittade de Mike Kellie på trummor och i augusti 1976 Alan Mair på bas. Alla musiker var mycket erfarna och hade spelat i olika grupper sedan mitten av 1960-talet, Mair i skotska Beatstalkers och Kellie i Spooky Tooth. Bandet spelade in sin första självfinansierade singel, Lovers of Today, 1977. Den utnämndes till "veckans singel" av NME, och bandet fick snart skivkontrakt med CBS efter att ha jagats av flera större skivbolag.

## 1977-78
Trots mycket god kritik från musiktidningarna gav nästa singel, Another Girl, Another Planet, och debutalbumet The Only Ones, inget större kommersiellt genombrott. Another Girl, Another Planet har dock blivit en klassiker och spelats in av flera olika artister och band. Debutalbumet innehöll låtar influerade av punk (Language Problem), lugna ballader (The Whole of the Law) och influenser från jazz (Breaking Down), vilket gjorde att bandet inte passade in i dåtidens snäva musikaliska ramar för punk. Perretts välformulerade texter behandlade droger (The Beast), och relationer. Många musiker beundrade bandet, exempelvis Keith Richards, som ville producera låten Prisoners. Perrett var god vän med Johnny Thunders (före detta New York Dolls), och medverkade på hans LP So Alone tillsammans med Kellie. Perrett och Johnny Thunders bildade även ett hobbyband med Sid Vicious från Sex Pistols på bas, The Living Dead.

## 1979-81
1979 släppte bandet sina andra LP, Even Serpents Shine, producerat av Peter Perrett och Alan Mair. Liksom debutalbumet höll det mycket hög kvalitet och följdes av en turné i USA och Europa. Det stora genombrottet uteblev dock, vilket tillsammans med ökat drogintag och bristande engagemang från CBS bidrog till slitningar inom gruppen. Skivbolaget tvingade dem inför inspelningen av Baby's Got a Gun att anlita producenten Colin Thurston, vilket resulterade i deras svagaste album. Spiken i kistan blev en turné som förband till The Who i USA där Peter Perrett körde på en parkeringsvakt han blivit osams med. Avskedsspelningen skedde den 8 mars 1981 i London.

## Efter splittringen
Ingen av medlemmarna gjorde något större väsen av sig efter splittringen. Perrett spelade lite med sin vän Thunders, men blev gravt beroende av heroin och försörjde sig genom att sälja droger. Han lyckades bli drogfri i början av 90-talet och bildade bandet The One, som spelade in två EP och ett album, Woke Up Sticky (1996). Perrett var sedan åter inaktiv på musikscenen, men framträdde 2004 med The Libertines i London och senare med sina söners band, Love Minus Zero. Perry spelade som studiomusiker med The Sisters Of Mercy och Johnny Thunders och arbetade som musikjournalist. 2005-6 spelade Perry med den skotske sångaren Freddie Stevenson. Alan Mair arbetade bland annat som musikproducent. Mike Kellie var en tid fåraherde, men började senare spela med bland annat ett återförenat Spooky Tooth. The Only Ones fick efterhand kultstatus, och inspirerade många nya band. En hel del inspelningar utgavs postumt från och med 1984.

## Återförening
The Only Ones återförenades våren 2007 när bandet fick ny uppmärksamhet efter att låten Another Girl, Another Planet använts i en reklamkampanj. Initiativet togs av Alan Mair, och alla originalmedlemmar medverkade. Efter en kortare brittisk turné under sommaren 2007 spelade bandet bland annat i Japan, på Hultsfredsfestivalen och på festivalen Down on the farm i norska Halden 2008. I Halden gjorde gruppen två framträdanden, ett av dem akustiskt på den så kallade camp fire-scenen där de bland annat spelade Townes van Zandts Waiting around to die. Ett framträdande gjordes även i brittisk tv i programmet Later With Jools Holland. Bandets studioalbum återutgavs i februari 2009 med bonusspår under överinseende av bandet. En rad spelningar gjordes i samband med utgivningen. Ett nytt album var under inspelning, med flera nyskrivna låtar av Peter Perrett, till exempel Black Operations, Is This How Much, Louder Than Words, Magic Tablet och Till It Hurts liksom äldre outgivna/ombearbetade Perrett-låtar, till exempel Dreamt She Could Fly, Smokescreen, C Voyeurger, Transfixed och You Gave Birth. The Only Ones spelade för andra gången i Sverige 2009, i Stockholm den 17 april och i Malmö den 18 april. Under hösten 2009 genomförde bandet en turné i Japan och ett antal spelningar i England.
The Only Ones spelade senast i Japan 2014 (utan trummisen Mike Kellie). Perrett har sedan dess genomsfört ett antal spelningar solo, kompad av sina söners band Strangefruit .
Perretts första soloabum How The West Was Won släpptes den 30 juni 2017 på Domino Records .

## Diskografi och filmografi

### Studioalbum
- The Only Ones (1978)
- Even Serpents Shine (1979)
- Baby's Got a Gun (1980)

### Samlingar
- Special View (1979)
- Remains (1984)
- Alone in the Night (1986)
- The Peel Sessions (1989)
- The Immortal Story (1992)
- Darkness & Light (2002)
- Why Don't You Kill Yourself? (2004)
- Another Girl Another Planet (2006)

### Livealbum
- Live (1989)
- Live in London (1989)
- The Big Sleep (1993)
- Live at the BBC (1995)

### Film
- Faster Than Lightning (1991)
- Live June 9, 2007 - Shepherds Bush Empire (2008)